# Referèndum constitucional de les Illes Fèroe de 2018
Un referèndum sobre una nova constitució se celebrarà a les illes Fèroe el 2018. El referèndum va ser anunciat el 2017 pel Primer Ministre Aksel V. Johannesen. El referèndum estava inicialment previst pel 25 d'abril de 2018 però es va haver de retardar a causa de l'incapacitat del Løgting d'arribar a un acord sobre la redacció de la nova constitució.